# Miajadas
Miajadas est une commune de la province de Cáceres dans la communauté autonome d'Estrémadure en Espagne. Lors du recensement de 2005, la municipalité comptait 10 107 habitants.